# 7 (Enrique Iglesias-album)
A 7 (Seven) Enrique Iglesias hetedik, angol nyelvű albuma, amit 2003-ban rögzítettek és producerei Jimmy Iovine és Enrique Iglesias.

## A 7 készítése
Az albumon minden dalt Enrique írt és a társproduceri munkákat is ő látta el. Jimmy Iovine egyben az executive producere is az albumnak. Enrique így nyilatkozott az albummal való munkáról a torontói Sunnak:

| „ | Sokat koncentráltam az album szövegeire, és próbáltam minél őszintébb lenni. Olyan dalokat akartam írni, amelyek tíz év távlatából sem hangzanak majd ostobán. | ” |
|   | |   |

Az album 2003. november 25-én került a boltokba.

## Sikerek a slágerlistákon
A 7 34.-ként indított a Billboard 200-on 349.000 eladott darabbal. Az Addicted kislemez 28.-ként debütált a 40-es slágerlistán, a spanyol változat, az Adicto pedig bekerült a Latin Top 10-be.
Az Egyesült Királyságban és Ausztráliában a top 20 között szerepelt 2003 novemberében. Az Addicted bekerült a top 40 közé Németországban, Portugália-ban és Argentínában. Az Adicto is szép eredményeket ért el a spanyol és latin-amerikai listákon. A Not in Love is szépen szerepelt az angliai és ausztrál dance listákon.

## Számlista
1. Not in Love – 3:42
2. The Way You Touch Me – 3:50
3. Say It – 4:21
4. California Callin' – 3:48
5. Addicted – 5:00
6. Break Me, Shake Me – 3:38
7. Free – 3:35
8. Be Yourself – 4:38
9. Wish You Were Here (With Me) – 4:13
10. You Rock Me – 3:43
11. Roamer – 3:56
12. Live It Up Tonight – 4:11
13. (üres) 0:04
14. Adicto – 5:00
15. Not in Love, featuring Kelis (bónuszdal)

Brit bónuszdal
1. Addicted [Metro mix]
2. Be with You

Ázsiai bónuszdal
1. Addicted [Metro mix]
2. Addicted [Glam As You Remix]

## Helyezések
| Lista                           | Csúcshelyezés |
| ------------------------------- | ------------- |
| Australian ARIA Albums Chart    | 15            |
| UK Albums Chart                 | 13            |
| U.S. Billboard 200              | 31            |
| Mexican Top 100 Albums Chart    | 13            |
| Dutch Albums Chart              | 44            |
| Swiss Albums Top 100            | 11            |
| Belgian Albums Chart (Flanders) | 70            |
| Austrian Albums Top 75          | 48            |
| French Albums Chart             | 142           |
| Spanish Top 100 Albums Chart    | 31            |
| Polish Albums Chart             | 41            |
| Portugal Albums Chart           | 20            |